# Künstliche Perle

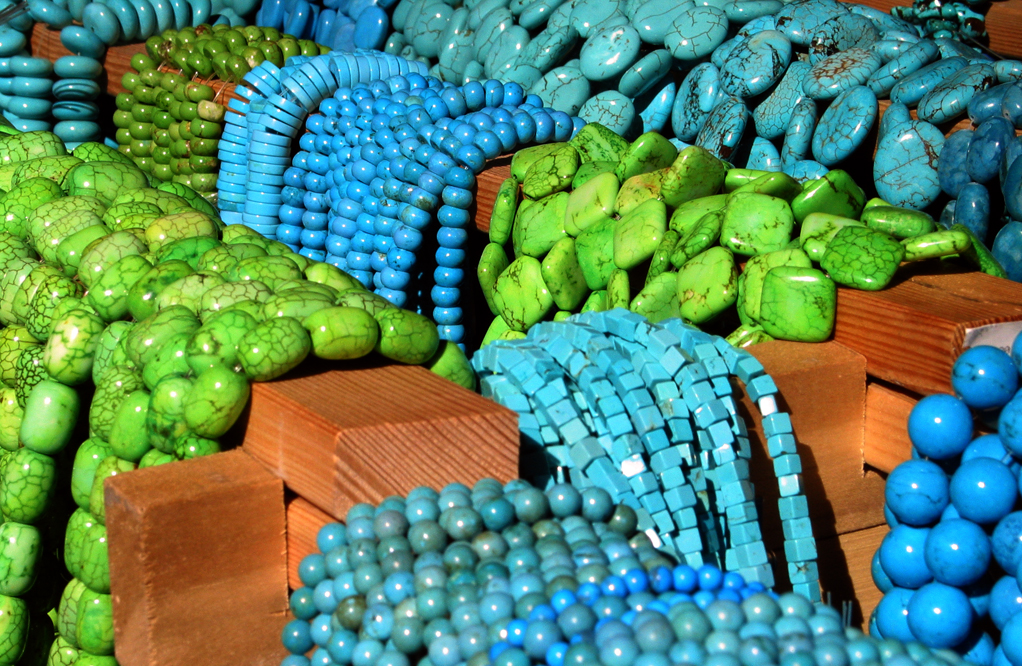
Grüner und blauer Türkis

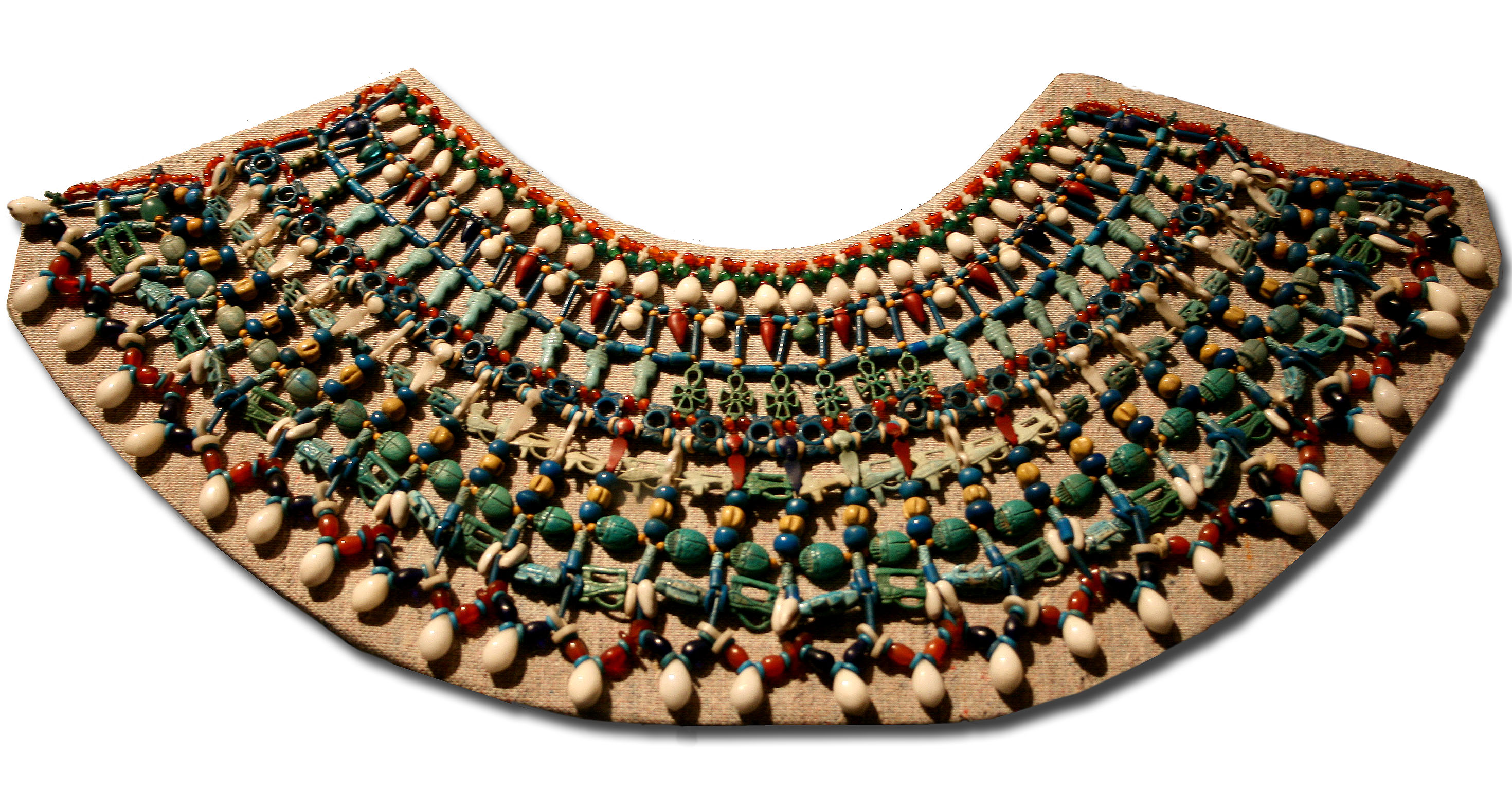
Collier der nubischen Königin Amanishakheto, um die Zeitenwende, Ägyptischen Museum, Berlin

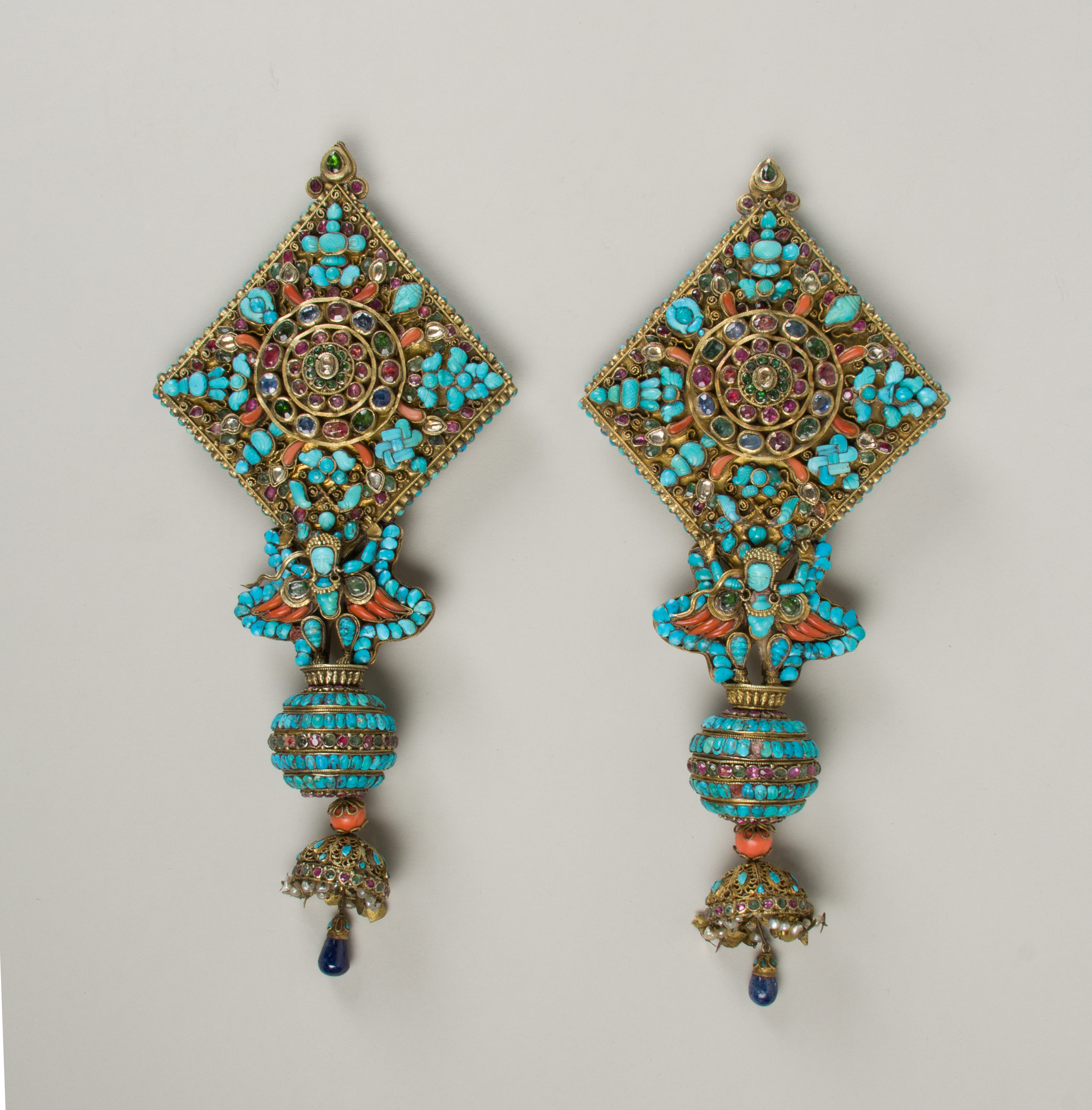
Antiker Türkisperlenschmuck aus Nepal Metropolitan Museum of Art

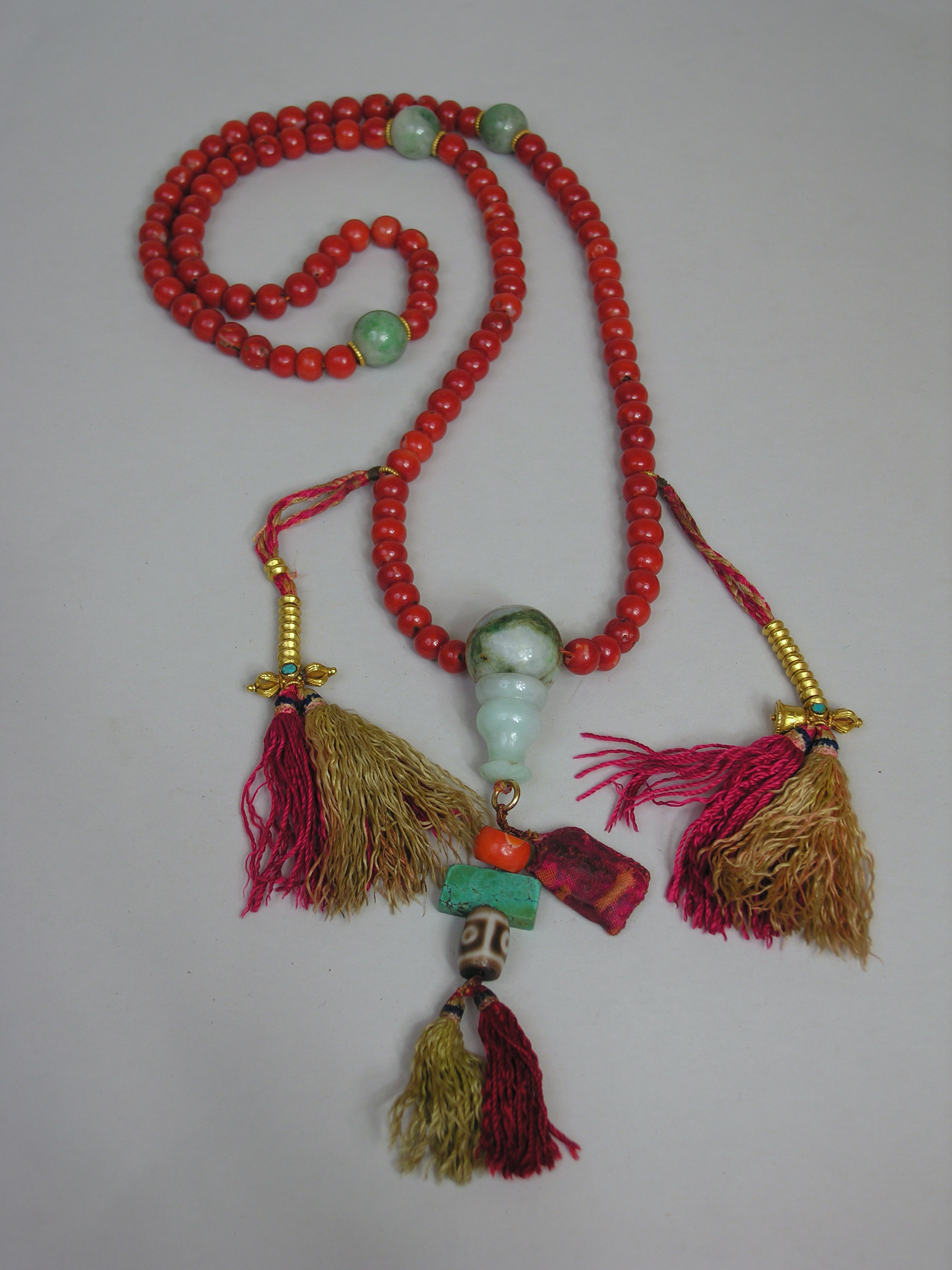
Gebetskette

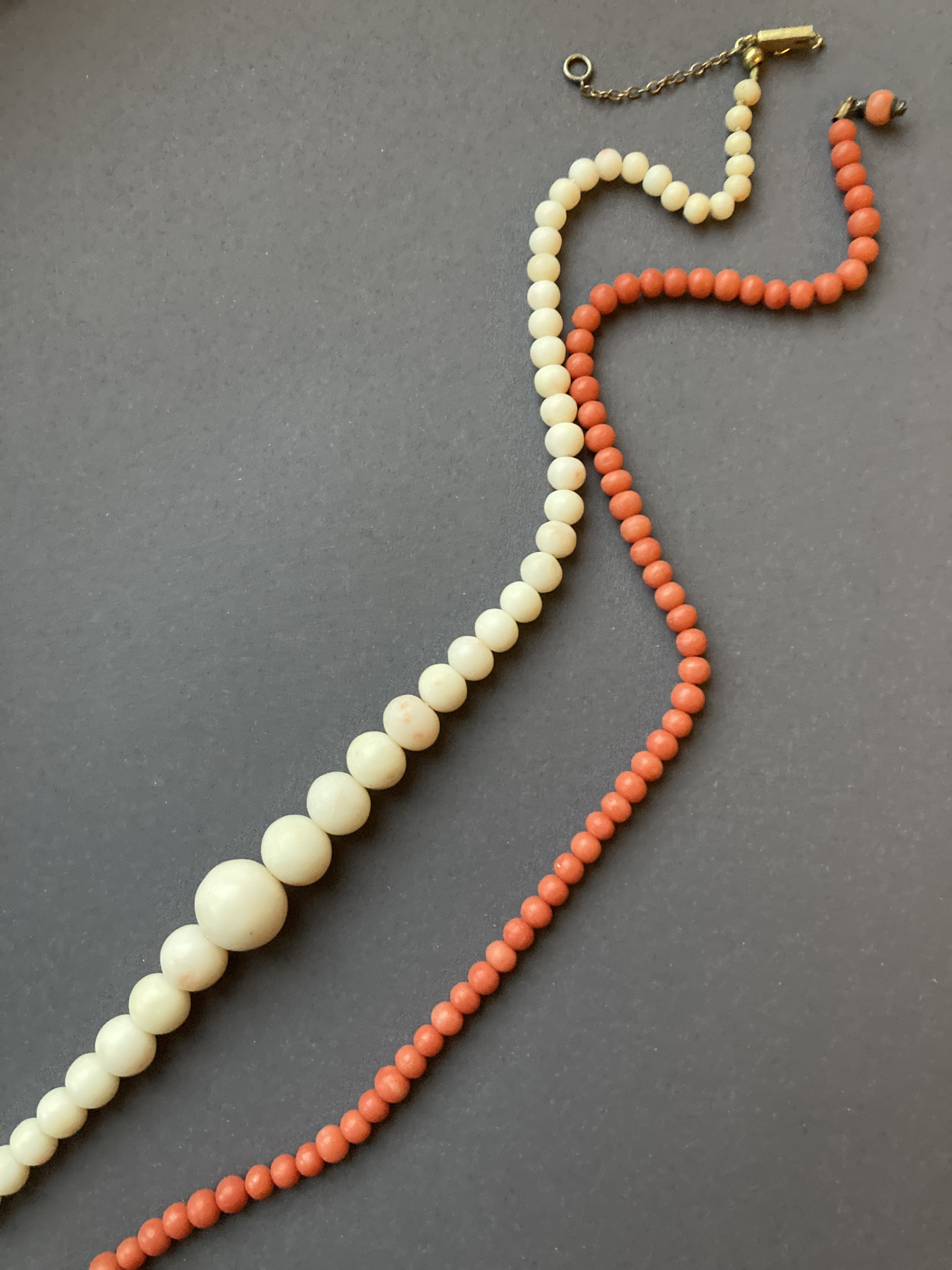
Weiße Korallenkette im Verlauf und rote Korallenkette

Künstliche Perlen gehören weltweit zu den ältesten Schmuckstücken der Menschheit. In Ägypten wurden Perlen aus Amethyst spätestens seit 2010 v. Chr. verwendet. Aus verschiedenen Materialien (oft Mineralen) werden sie in unterschiedliche Größen und Formen geschliffen und meist gebohrt, um in gleicher Größe oder im Verlauf für Ketten und Colliers auf Schnüre geknüpft, nur aufgereiht, oder auf Stoff genäht zu werden. Perlen aus Kunststoff werden auch zum Basteln verwendet.

## Vorgeschichte der künstlichen Perle
Vorzeitliche Perlen sind zum Auffädeln zentral gelochte Objekte unterschiedlichster Form. Sie waren anfangs röhrenförmig oder als flache Scheibe ausgebildet. Als man Kugeln herstellen konnte, setzte sich diese Form durch. Später ging man auf stabilere Materialien wie Bein, Geweih, Mineralen (Callaïsperle), Muscheln, Zähne oder Versteinerungen, wie fossiles Holz (Gagat) über.

### Vorzeitliche Perlenfunde
Die ältesten Schmuckstücke des Menschen sind drei zwischen 90.000 und 100.000 Jahre alte Perlen aus durchbohrten Schneckenhäusern von Nassariidae. Zwei der Perlen kommen aus der Skhul-Höhle an den Hängen des Karmel in Israel. Die dritte stammt aus Oued Djebbana in Algerien. Die erbsengroßen Perlen haben gebohrte Löcher, die es ermöglichen, sie in eine Halskette oder ein Armband zu integrieren.
Die ältesten Schmuckfunde in Europa stammen vom Übergang zum Jungpaläolithikum (etwa 37000 v. Chr.). Sie wurden in La Quina in Frankreich gemacht und bestehen aus Tierzähnen und Knochen, die man als Anhänger trug. Im Châtelperronien tauchen weltweit Perlen auf, allerdings in wenigen Exemplaren. Nur in Europa und in der Höhle von Zhoukoudian in China fand man größere Mengen. Im Aurignacien und Gravettien entwickelten sich neue Herstellungstechniken. Knochen, Mammutelfenbein und fossiles Holz wurde zu Perlen geschliffen und mit Ritzmustern geschmückt. Zu dieser Zeit waren bereits die meisten Perlen gelocht. Durchlochte Schneckengehäuse wurden auf die Kleidung genäht. In Sungir (Russland) enthielten 23000 Jahre alte Gräber Perlen aus Mammutelfenbein, die auf Kleider aufgenäht waren. Auf dem Gebiet der heutigen Ukraine wurde bereits vor rund 20.000 Jahren der weiche und daher leicht zu bearbeitende Bernstein zu Perlen verarbeitet (Ausgrabungen bei Kaneva am Flusslauf des Ros). Bernsteinperlen aus der Höhle von Altamira sind ähnlichen Alters. Das späte Jungpaläolithikum bringt einen künstlerischen Fortschritt bei der Gestaltung der Perlen. In Barma Grande, in Südfrankreich, wurde ein Halsband aus drei Ketten symmetrisch angeordneter Fischgratwirbel, Muscheln und Hundezähne gefunden. In Deutschland weisen Schmuckschnecken, die vom Atlantik oder Mittelmeer stammen auf Tauschhandel über große Entfernungen hin. Frühe Perlenfunde aus Afrika stammen aus Haua Fteah in Libyen und werden auf 10000 v. Chr. datiert. Es sind Scheiben aus Straußeneierschalen. In anderen Gebieten Nordafrikas tauchen durchbohrte Steinperlen, meist aus Amazonit auf.
Im Neolithikum bestand zunächst kein Bedarf für Schmuck, der nicht weiterentwickelt wurde. Trotzdem gibt es neuartige Funde, wie flache, retuschierte und durchlochte Feuersteinabschläge in rundlicher und schaberförmiger Art von etwa 2,5 cm Durchmesser. Viele Perlen sind mit hoher Präzision durchbohrte, tropfenförmige Quarzite. Ab 7000 v. Chr. kommen Perlen aus Bernstein, Kupfer und Gold, Muscheln und anderen Materialien (Kette aus Steinsamen) vor. Fayence- und Glasperlen treten um 3000 v. Chr. in Vorderasien auf.

## Herstellung
Je nach Ausgangsmaterial und gewünschtem Aussehen gibt es zahlreiche Herstellungsverfahren. Pflanzenteile und Steine, die von sich aus eine schöne Form haben, werden zum Teil nur mit einem Loch versehen und eventuell gefärbt. Die Techniken für die Bearbeitung wurden im Lauf der Zeit verfeinert, neue Werkzeuge dienten dazu, immer härtere Materialien zu bearbeiten. Entdeckungen wie Glas und Keramik oder die Verbesserung von Brennöfen flossen ebenfalls ein.
Mineralien, Holz, Knochen und Horn werden durch Schnitzen, Schleifen und Bohren in die gewünschte Form gebracht. Kunststoffperlen werden geschmolzen und gepresst, wobei typischerweise ein Grat entsteht, der bei hochwertigen Exemplaren durch Drehen in einer großen Trommel abgeschliffen wird. Glas wird erhitzt und beispielsweise durch Drehen über einer Flamme, Pressen oder Ziehen verarbeitet. Durch den Einsatz unterschiedlicher Techniken und Glas in mehreren Farben entstehen gemusterte Glasperlen, die sehr teuer sein können.
Zum Abschluss können künstliche Perlen poliert, eingefärbt oder bemalt werden. Spezielle Effekte wie Verspiegelung, der Schimmer von echten Perlen oder Farbeffekte, die dem Lichtspiel von Regenbögen oder Polarlichtern ähneln, werden durch spezielle Überzüge erreicht. Es ist dadurch möglich, Imitationen zu produzieren, die echten Edelsteinen sehr nahekommen. Je nach Material und Qualität kann das Finish künstlicher Perlen an Schönheit verlieren, so bleichen Knochenperlen leicht aus und die Reibung beim Tragen kann die Politur und Überzüge von Beads abnutzen.
Vor etwa 18000 Jahren kam die Bohrtechnik von Hand auf. Später wurde mit einer Bogensehne gedreht.

### Perlen aus Elfenbein, Knochen und Geweih
Perlen aus Elfenbein, Knochen und Geweih wurden mit Sticheln geformt. Weitere Arbeitsgänge waren das Durchlochen, das Schleifen und Polieren. Im Aurignacien gab es die Serienproduktion von Elfenbeinperlen.

### Perlen aus Edelsteinen

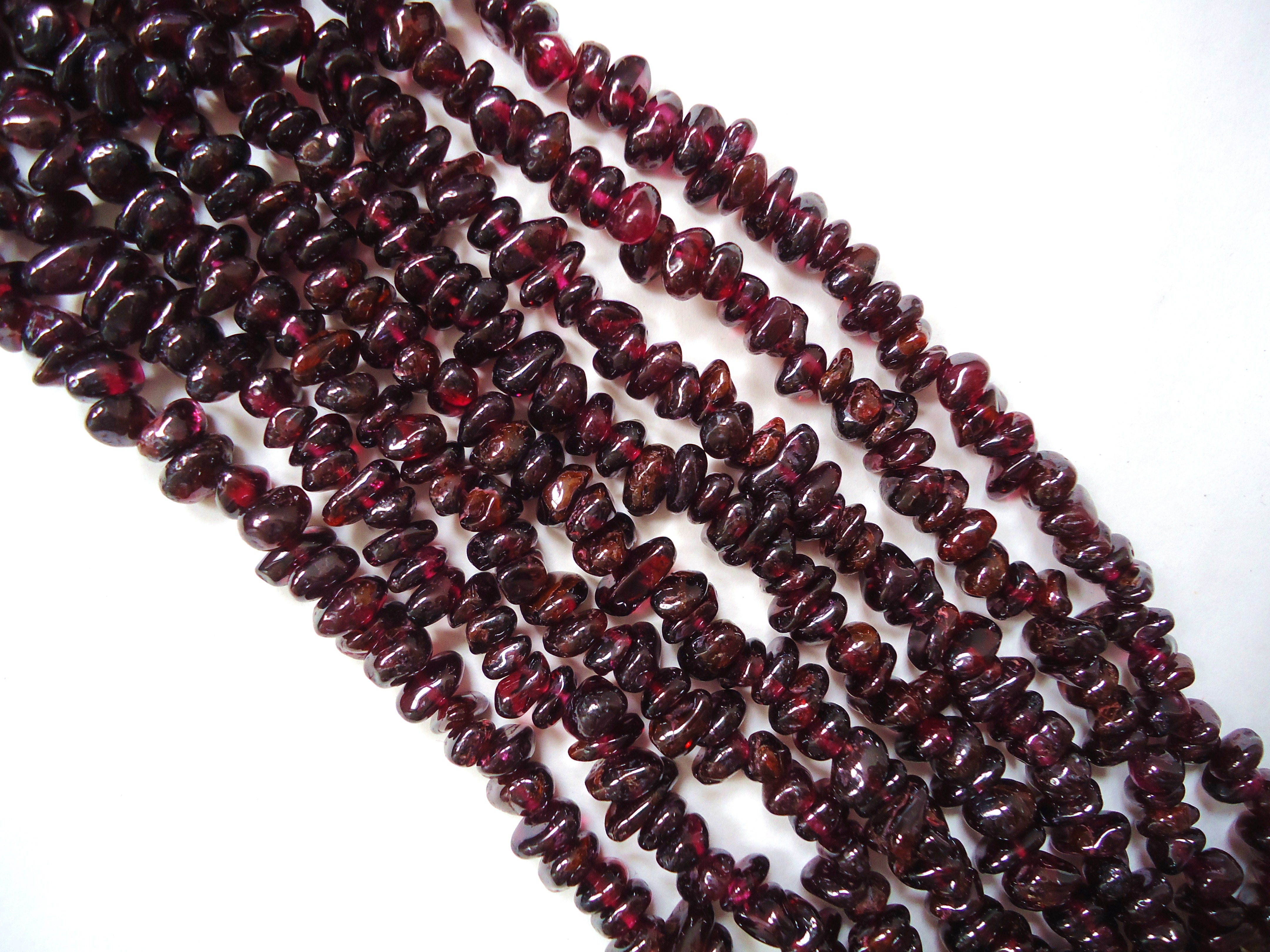
Granat aus Brasilien

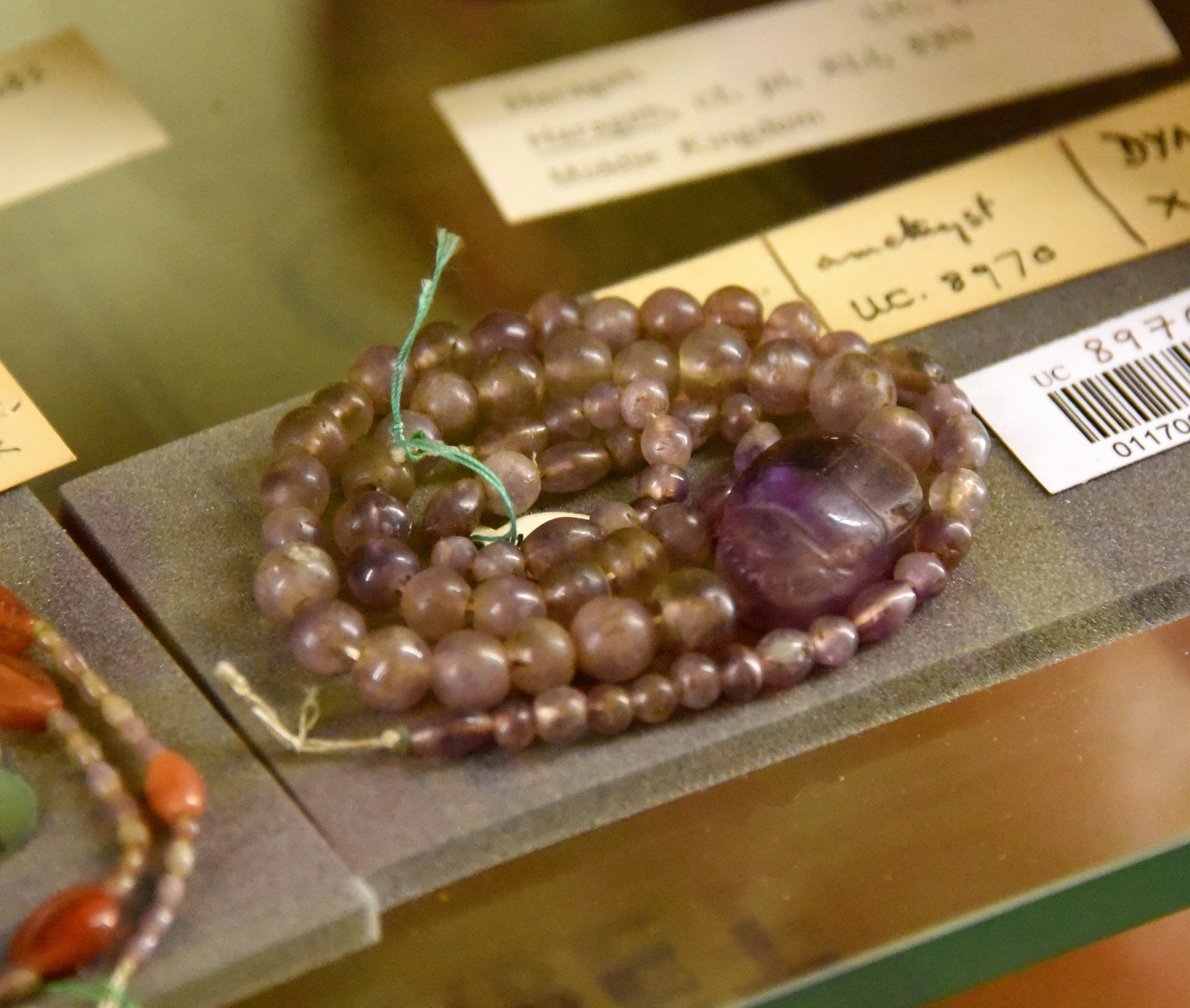
Unbeschriebener Amethyst-Skarabäus in der Mitte einer Kette aus Amethyst-Kugelperlen. Mittleres Königreich, Ägypten, Petrie Museum of Egyptian Archaeology, London

Sehr beliebt sind Perlen aus Granat, Rubin, Amethyst, Lapislazuli, Rosenquarz und Türkis.
Spätestens seit den Berichten über chemische Abfälle und die schlechten Arbeitsbedingungen der Minenarbeiter beim konventionellen Bergbau, ist das Thema Ökofairness beim Schmuckkauf näher ins öffentliche Interesse gerückt. Noch sind fair gehandelte, chemisch nicht nachbehandelte Edelsteine eine Rarität.

### Perlen aus Chalzedon
Zerkleinerung und Bearbeitung von Chalzedon-Kieseln erfolgte in der Abschlagtechnik, bei der ein Kernstein übrig bleibt. Dabei wurden die Rohstücke durch Abschläge auf allen Seiten reduziert und zu stabähnlichen Gebilden geformt, die dann in Segmente zerkleinert wurden.

### Perlen aus der Sahara
Die Herstellung von Perlen aus Karneol, der so hart ist, dass man ihn mit einem modernen Bohrer aus Stahl kaum anbohren kann, ist in der Sahara seit 6500 v. Chr. belegt.

### Perlenherstellung in Gaimersheim
Der Herstellungsprozess ist in Gaimersheim im Landkreis Eichstätt in Deutschland ab 4500 v. Chr. belegt. Er begann mit dem Zerschlagen von Kieselsteinen zu polyedrischen Rohlingen. Die 5–15 mm messenden Würfel wurden zuerst grob geschliffen, so dass eine Rohperle entstand. Hierauf erfolgten der Schliff der Flachseiten und das Facettieren der unregelmäßigen Ränder. Die Plättchen wurden sechs- bis achteckig geschliffen. Dann erfolgte die Überarbeitung der Ecken bis eine runde Perle entstand. Danach erfolgte die Durchbohrung. War der Perlenkörper etwa zu zwei Dritteln durchbohrt, fand die Gegenbohrung statt. Der letzte Arbeitsgang bestand im Nachglätten aller Flächen.

### Perlenherstellung in den Seeufersiedlungen
Um 4000 v. Chr. schliffen die Leute der Seeufersiedlungen im Alpenvorland aus Gesteinsstücken tonnenförmige Rohlinge, die von beiden Seiten durchgebohrt wurden. Durch den Schliff auf Sandsteinplatten erhielten sie ihre endgültige zylindrische Form.

### Perlenherstellung der Induskultur
- siehe auch: Geätzte Karneolperlen

Beliebt waren in Chanhu Daro um 3000 v. Chr. fast 10 cm lange, tönnchenförmige Perlen aus Achat und Karneol. Die Rohmaterialien wurden zersägt, die rechteckigen Stücke gerundet und auf Sandstein geschliffen. Die Perlenenden wurden angepickt und durchbohrt. Mittels chemischer Prozesse wurden rote Karneolperlen mit Mustern versehen, indem mit alkalischer Sodalösung feine Muster aufgetragen wurden. Erhitzte man die Perlen, fraß sich die alkalische Lösung ein und bildete ein weißes' porzellanartiges Muster auf der roten Perle. Bei einem anderen Prozess überzog man die Perle mit einer Sodalösung, erhitzte sie, wobei sie weiß wurde, und brachte auf der Oberseite feinste Zeichnungen mit einer Kupfernitratlösung an, die tiefschwarze, unauslöschliche Muster ergaben. Perlen aus Glas tauchten bereits vor dem 3. Jahrtausend durch Fernhandel in Europa auf.

## Materialien

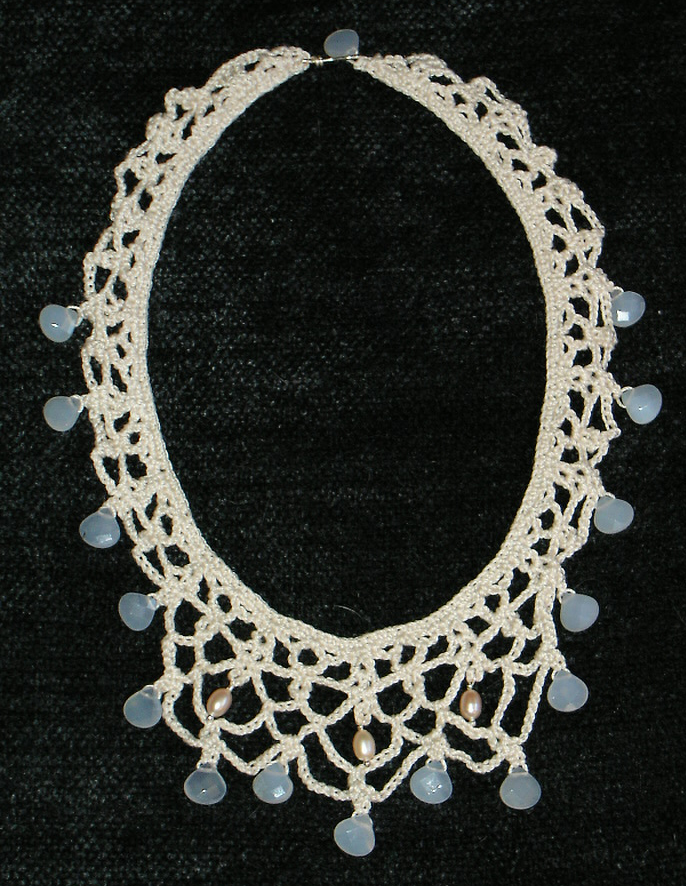
Aus Baumwolle im Verlauf gehäkeltes Collier mit Chalcedontropfen und drei Süßwasserperlen

Außer bei echten Perlen, sowie einigen von Natur aus rundlichen Samen (wie z. B. Huayruro) wird die rundliche Form künstlich vom Menschen erzeugt. Um Perlen auf Ketten auffädeln zu können, werden sie anschließend mit einem Loch versehen.

### Material mineralischen oder pflanzlichen Ursprungs
- Schmucksteine
- Glas (Siehe Hauptartikel Glasperle)
- Kristall
- Fossile Harze (Bernstein, Copal)
- Holz (insbesondere Harthölzer)
- Keramik
- Lack
- Lavagestein
- Metall; Edelmetalle, wie Silber, Gold und Platin oder Kupferlegierungen
- Pflanzenteile; wie Samen, Bohnen und Nüsse sowie Schalen (z. B. der Kokosnuss)
- Kunststoffe
- Stein; z. B. Speckstein, Kiesel, Marmor, Granit
- Wachsperlen (hohle, von innen gefärbte Glaskügelchen, die mit Wachs ausgegossen wurden)
- Perlen der Kokosnuss (ähneln, mit ihrer glatten, milchweißen Oberfläche den Perlen der Perlmuscheln und finden sich frei liegend in Höhlungen der Kokosnuss)

### Material tierischen Ursprungs
- Eierschalen

Rote Korallenkette aus Afrika

- Elfenbein (von Elefant, Walross, Pottwal, Narwal oder Flusspferd, früher auch Mammute)
- Horn,
- Knochen (Indigene Völker Nordamerikas nutzten oft Bisonknochen)
- Korallen,
- Perlmutt und Muschelschalen
- Schildpatt
- Schneckengehäuse
- Zähne (verschiedener Tiere, teils auch von archäologischen Funden)

## Verwendung
Künstliche Perlen sind schon aus der Steinzeit bekannt und wurden in allen Zeitaltern als Schmuck getragen. Wie wertvoll eine künstliche Perle ist, hängt von der jeweiligen Kultur und dem Schwierigkeitsgrad ihrer Herstellung ab. Daher dienen teure Exemplare als Statussymbol. Zeitweise wurden Imitationen echter Edelsteine aus Glas oder Mineralien getragen, um Reichtum vorzutäuschen. Künstliche Perlen werden auch zu religiösen Zwecken eingesetzt, zum Beispiel in Form des Rosenkranzes, oder dienen als Talisman wie das Nazarauge, das vor dem Bösen Blick schützen soll.
Mit der Industrialisierung wurden einfach herzustellende künstliche Perlen auch für die breite Masse erschwinglich, dennoch gibt es bis heute Preisunterschiede, die aus Material und Herstellungsverfahren und der Qualität sowie dem künstlerischen Einfluss resultieren. Heute kommen Beads bei Modeschmuck zum Einsatz und sind einzeln im Handel erhältlich.
In jüngerer Zeit ist es zu einer beliebten Handarbeit geworden, Schmuck aus künstlichen Perlen anzufertigen. Neben dem einfachen Auffädeln auf reißfestes Garn oder ummantelten Draht verwenden die Freunde dieser Handarbeit Techniken, bei denen das Garn nach bestimmten Mustern mehrfach durch die Löcher der Perlen geführt wird. Das Ergebnis sind flache oder dreidimensionale Objekte, die durch die Größe und Form der verwendeten Beads immer etwas anders aussehen. Fischgräten-, Peyote- und Ziegelsteinstich zählen zum sogenannten freien Perlenweben, bei dem kein Webrahmen zum Einsatz kommt. Diese Techniken sind bereits sehr alt, so stammt der Ziegelsteinstich aus dem Alten Ägypten, und sind einfach zu erlernen. Zahlreiche Zeitschriften und Bücher über das Hobby erläutern traditionelle und neue Techniken.

## Imitationsperlen
Mit Imitationsperlen (wie z. B. die Fischsilberperlen) wird versucht, die echten Perlen nachzuahmen. Folglich sind künstliche Perlen ein Oberbegriff, unter den auch Imitationsperlen fallen.

## Galerie

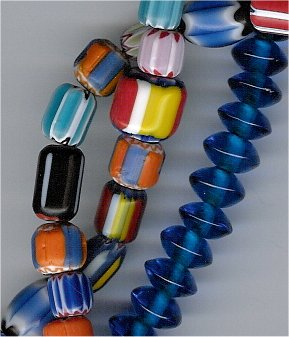
Künstliche Perlen (English: Beads)
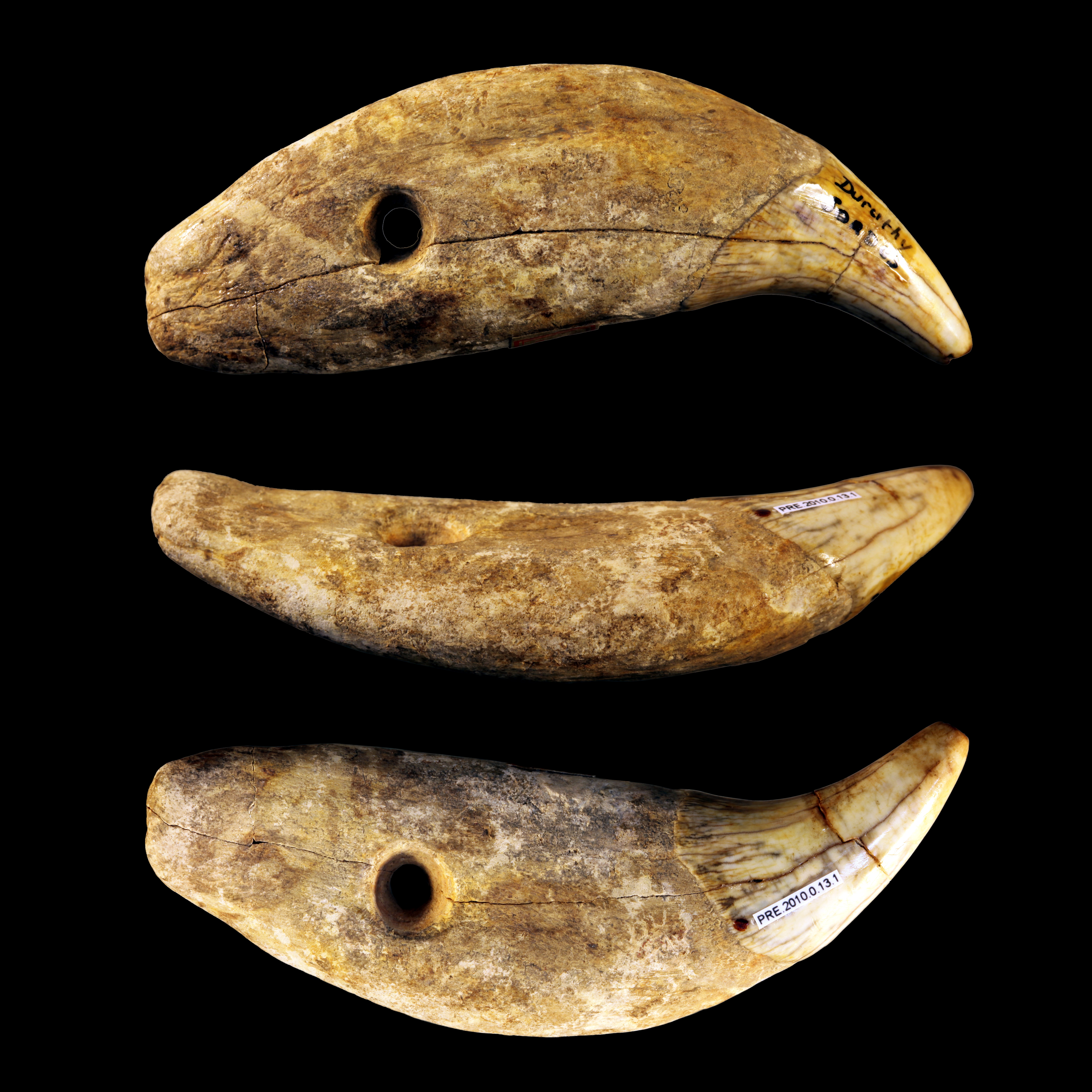
Gelochte Tierzähne
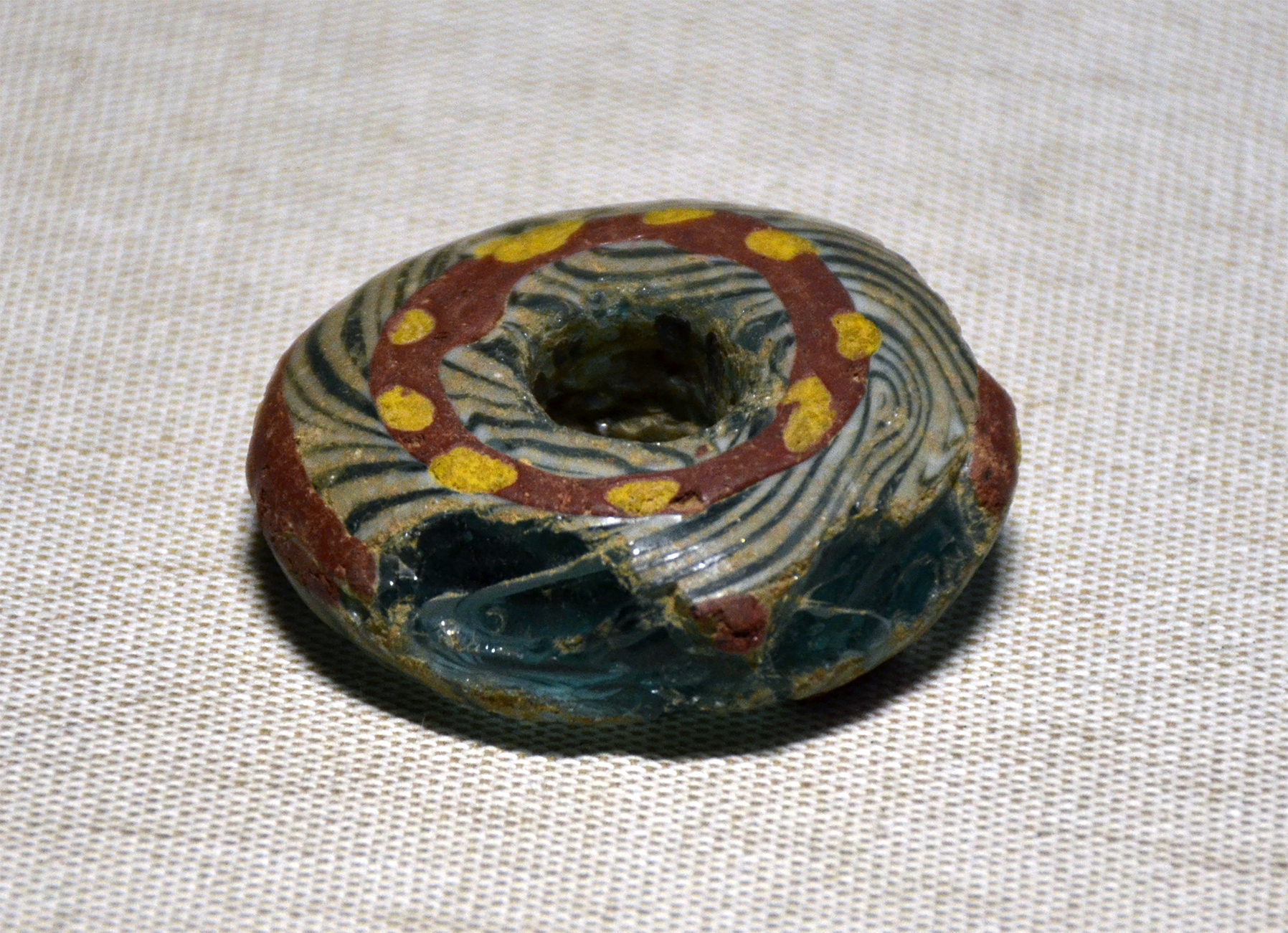
Perle des Merowinger
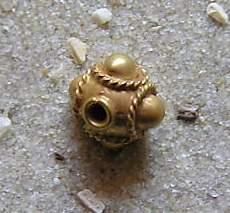
Goldperle aus dem 2. bis 4. Jahrhundert Sassanidenreich